# Crytea brevistriata
Crytea brevistriata är en stekelart som beskrevs av Heinrich 1968. Crytea brevistriata ingår i släktet Crytea och familjen brokparasitsteklar. Inga underarter finns listade i Catalogue of Life.